# Johanna Eunicke

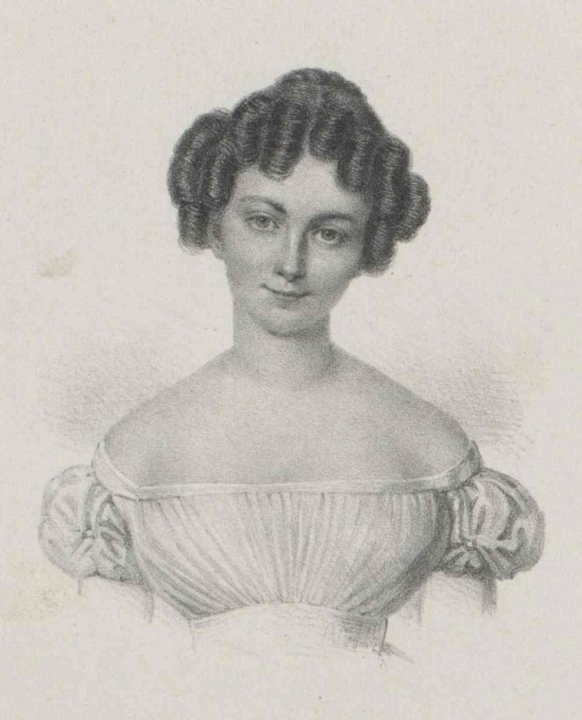
Johanna Eunicke

Johanna Eunicke (* 30. März 1798 in Berlin; † 29. August 1856 ebenda) war eine deutsche Opernsängerin (Sopran) sowie Konzert- und Oratoriensängerin. Sie war u. a. an den Uraufführungen der Opern Der Freischütz von Weber und Undine von E. T. A. Hoffmann in Berlin beteiligt.

## Leben
Johanna Eunicke war die Tochter des Tenors Friedrich Eunicke (1764–1844) und der Sopranistin Therese Eunicke-Schwachhofer (1774–1849), beides Sänger an der Berliner Hofoper. Ihre Schwester war die Sängerin Katharina Eunicke. Johanna Eunicke erhielt ihre Ausbildung von ihrer Mutter, trat schon im Kindesalter auf und debütierte 1816 als Susanna in Mozarts Oper Figaros Hochzeit. Sie sang wie ihre Mutter überwiegend Rollen aus dem Fach der Koloratur-Soubrette wie z. B. die Zerline im Don Giovanni von Mozart, die Amenaide in Tancredi von Rossini oder die Titelheldin in Glucks Iphigenie in Aulis. Außerdem wirkte sie in Berlin in zahlreichen Uraufführungen mit, so 1814 in der Oper Der Sänger und der Schneider von Friedrich von Drieberg, 1816 in E.T.A. Hoffmanns Oper Undine, 1817 in der Oper Rittertreue von Bernhard Heinrich Romberg, 1821 als Ännchen in Webers Freischütz oder 1822 in der Rolle des Genius in Spontinis Oper Nurmahal. 
Als Konzert- und Oratoriensängerin wirkte sie zwischen 1811 und 1816 in den Konzerten der Berliner Singakademie mit und übernahm Solopartien u. a. in den Oratorien Der Tod Jesu von Carl Heinrich Graun und in Das Weltgericht von Johann Christian Friedrich Schneider.

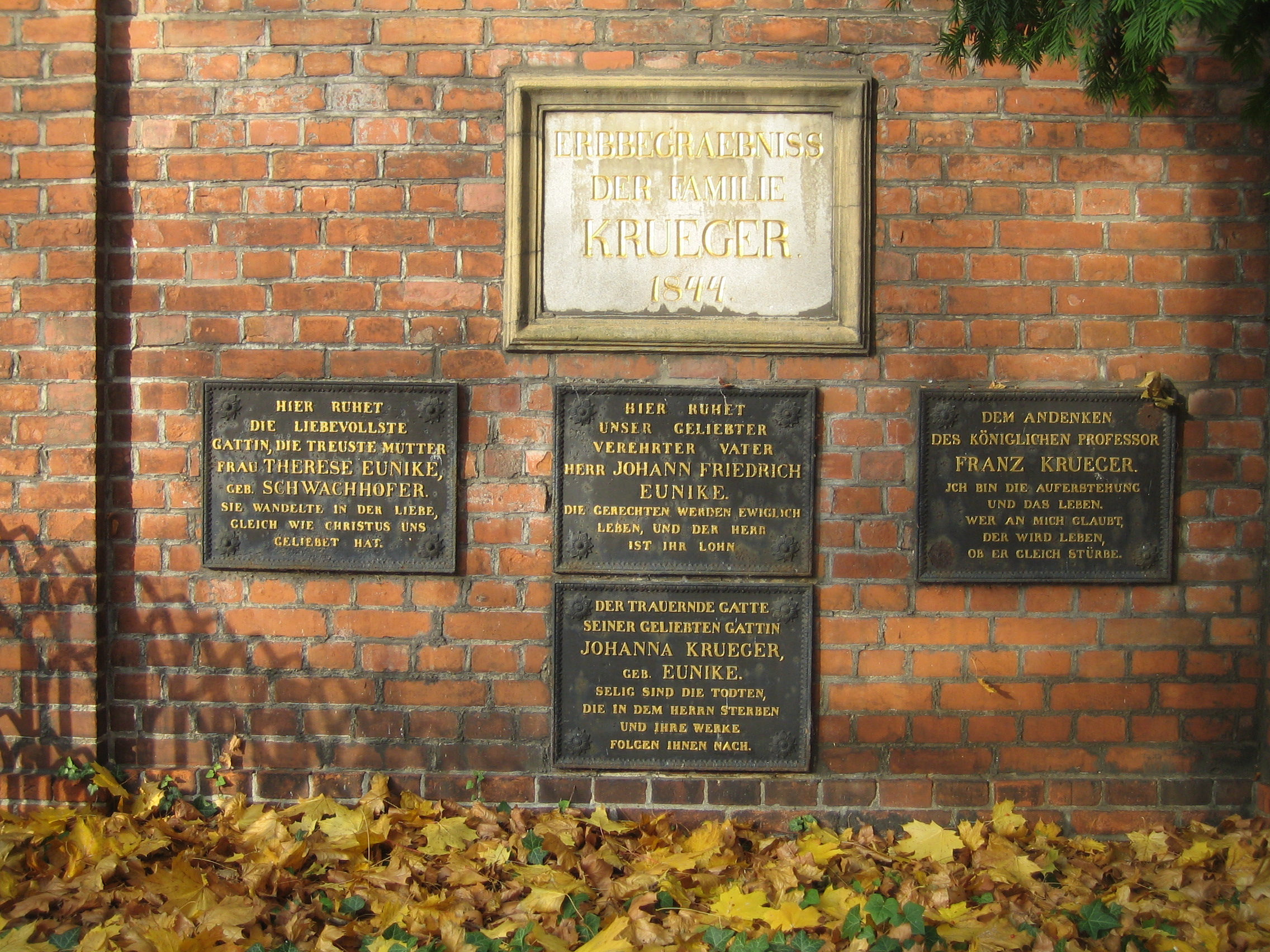
Familienbegräbnis Krüger-Eunicke

1825 heiratete sie den preußischen Hofmaler Franz Krüger (1797–1857) und gab ihre Karriere auf. Sie ist neben ihrem Mann und ihren Eltern auf dem Dorotheenstädtischen Friedhof in Berlin-Mitte begraben.